# جون هاولاند رووي
جون هاولاند رووي (بالإنجليزية: John Howland Rowe)‏ هو عالم آثار وعالم إنسان ومؤرخ أمريكي، ولد في 10 يونيو 1918 في مين في الولايات المتحدة، وتوفي في 1 مايو 2004 في بيركيلي في الولايات المتحدة.